# Алькобендас
Алькобендас (ісп. Alcobendas) — муніципалітет в Іспанії, у складі автономної спільноти Мадрид. Населення — 110 080 осіб (2010).
Муніципалітет розташований на відстані близько 14 км на північний схід від Мадрида.

## Демографія
Динаміка населення (INE ):

## Галерея зображень

Розташування муніципалітету у автономній спільноті Мадрид

## Відомі мешканці
- Пенелопа Крус